# Cleopatra 2525
Cleopatra 2525 is een Amerikaanse sciencefictiontelevisieserie, geproduceerd door Renaissance Pictures, ook bekend van Hercules: The Legendary Journeys en Xena: Warrior Princess. Het themalied van de show is gebaseerd op In the Year 2525 van Zager & Evans, weliswaar met aangepaste tekst. Het werd gezongen door Gina Torres, die de rol van Hel speelt.

## Verhaal
Cleopatra, een exotische danseres wordt in het jaar 2001 Cryogeen ingevroren tijdens een chirurgische ingreep en belandt per ongeluk meer dan 500 jaar in de toekomst, in het jaar 2525. De wereld wordt gedomineerd door kwaadaardige robots en mensen leven verscholen in grotten onder de grond. Samen met Sarge en Hel vormt ze een team om te vechten tegen de robots. Hel krijgt opdrachten van een mysterieuze stem, die Voice genoemd wordt.

## Cast
| Acteur              | Personage        |
| ------------------- | ---------------- |
| Jennifer Sky        | Cleopatra "Cleo" |
| Victoria Pratt      | Rose "Sarge"     |
| Gina Torres         | Helen "Hel"      |
| Elizabeth Hawthorne | Voice            |
| Patrick Kake        | Mauser           |

## Afleveringen

### Seizoen 1
1. Quest for Firepower
2. Creegan
3. Flying Lessons
4. Mind Games
5. Home
6. Rescue
7. Run Cleo Run
8. Choices
9. Perceptions
10. Trial and Error
11. Double
12. Last Stand
13. Hel and Highwater, deel 1
14. Hel and Highwater, deel 2

### Seizoen 2
1. The Watch
2. Baby Boom
3. Brain Drain
4. Mauser's Day Out
5. Reality Check
6. The Pod Whisperer
7. Out of Body
8. Juggernaut Down
9. Truth be Told
10. In Your Boots
11. The Soldier Who Fell From Grace
12. No Thanks for the Memories
13. Noir or Never
14. The Voice